# Anita Schwaller
Anita Schwaller (Innsbruck, Austria, 2 de mayo de 1975) es una deportista suiza que compitió en snowboard. Ganó una medalla de oro en el Campeonato Mundial de Snowboard de 1997, en la prueba de halfpipe.

## Medallero internacional
| Campeonato Mundial | Campeonato Mundial   | Campeonato Mundial | Campeonato Mundial |
| Año                | Lugar                | Medalla            | Prueba             |
| ------------------ | -------------------- | ------------------ | ------------------ |
| 1997               | San Candido (Italia) | Medalla de oro     | Halfpipe           |